# 團派

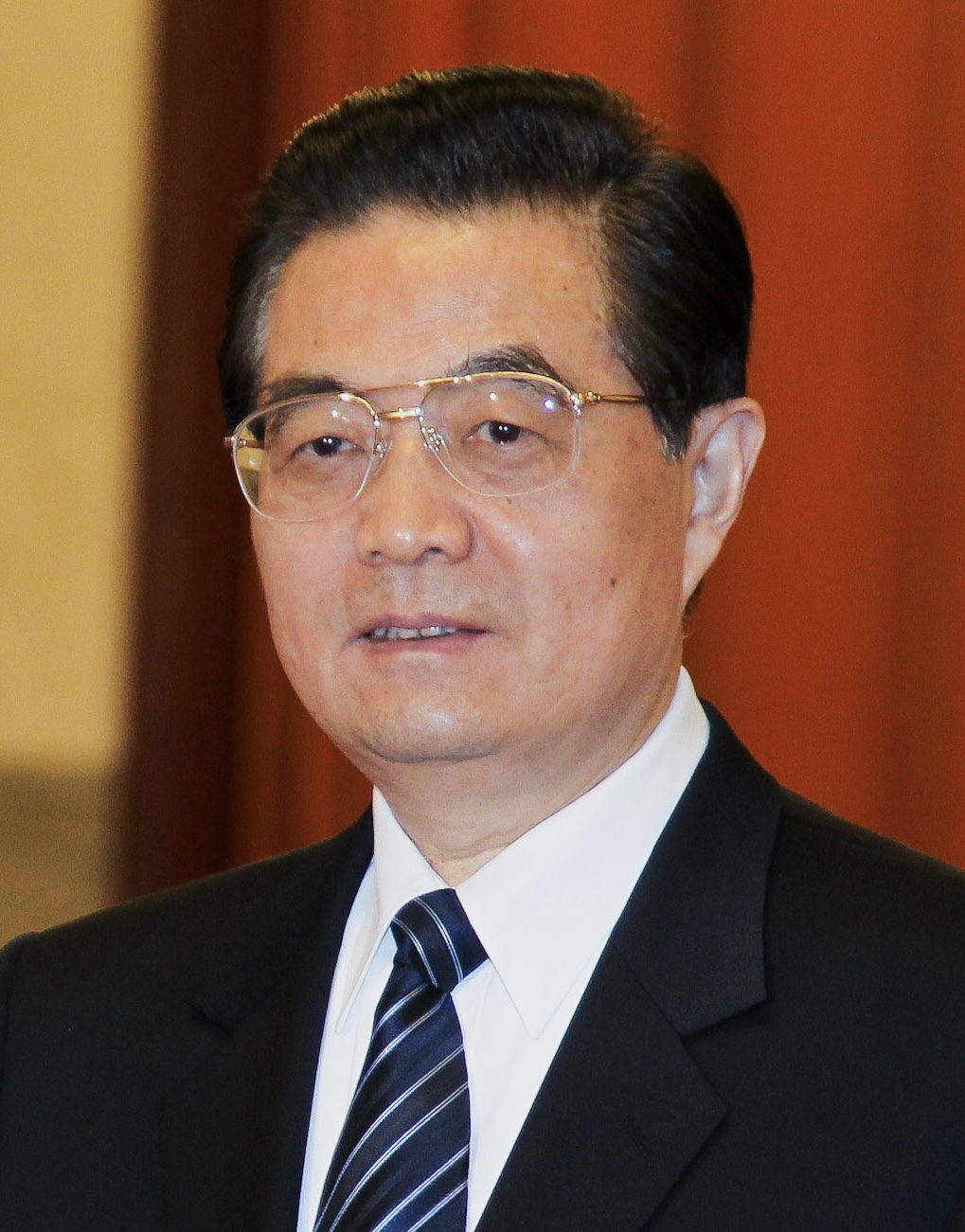
胡錦濤在2002年至2012年間擔任中共中央總書記

团派，又称「共青团派」、「共青帮」，在中華人民共和國第四代最高領導人胡錦濤掌權後，又稱「胡錦濤派系」，是中国共产党内的一股政治势力派别。团派最早起源于胡耀邦任中共中央总书记时，当时有大量曾在其担任第九届中国共青团中央书记处第一书记期间有过共青团职务背景的官员获得提升，其中包括时任中共中央办公厅主任的胡啟立、共青团中央第一书记的胡錦濤等。以2002年中共十六大上台之原任中共中央总书记胡锦涛为首、自中国共产主义青年团出身的中华人民共和国官员与中国共产党领导阶层。
2012年中共十八大以后，在中共中央政治局委员之中曾有共青团中央书记处任职经历者有李克强、汪洋、李源潮、刘延东、刘奇葆和胡春华。习近平在2012年中共十八届一中全会出任中共中央总书记后，逐渐提拔自己浙江幫人马出任党政重要职位。并在一系列反腐运动中查处、撤职或调职多位团派官员。2017年中共十九大以后，习近平人马在中央政治局处于主导地位，团派势力大为削弱，被视为胡锦涛隔代接班人的胡春华落选中共中央政治局常委。
2022年10月中共二十大会议期间，发生了中共中央原总书记胡锦涛离场事件，李克强和汪洋两位1955年出生的团派代表都没有连任中央委员，不过同样1955年出生、与习近平关系密切的王沪宁、蔡奇、何立峰都顺利连任。2023年3月第十四届全国政协召开，原国务院副总理胡春华仅当选全国政协副主席，此前已经落选中共中央政治局常委、中共中央政治局委员，彻底失去隔代接班人地位。团派作为中共一个主要政治派系，逐渐被习近平边缘化，并淡出高层政治舞台。

## 特点
团派人物特点为大学本科以上学历，谨慎且不张扬。在被认为是团派的成员中，除少数具有高干子女背景或其他显赫背景外，大多出身平民阶层，因而比较贴近普通民众。团派通过组织内部选拔推荐的形式，以取代及对抗在中国共产党党内长期存在的世系（如太子党）与地域保护体系（如上海帮等）。就团派的定义尚未在官方场合进行公示或评论，就此是否形成派系仍有反对意见。譬如鍾沛璋、何家棟等，称这些人物恰恰代表中国共产党党内干部年轻化的自然趋势，而非派系使然。政治作家何清涟认为“任职于共青团中央的官员之间既无共同的利益纽带，也无一个愿意维系帮派利益的领袖，更无互为奥援的愿望，将其称之为政治帮派，实在有点勉强。”

## 早期团派

被称为“团派”的官员有很深的中国共青团背景

第一代團派是70年代末隨著胡耀邦升任中共最高負責人的同時出任領導職務的改革派領導人物。同胡一樣，他們許多在50、60年代曾擔任共青團領導職務，並在青年時代參加了國共内戰中的中共武裝隊伍或反國民黨學生運動。與當時仍具幕後影響力的元老們相比，團派年紀較輕、政見偏向自由化、對規劃和實施政治經濟改革有積極性。他們中間許多在80年代胡耀邦領導的改革中扮演了重要角色。胡耀邦在黨内保守派挑起的内部權利鬥爭失利被邊緣化後，團派勢力大幅削弱。他們有一部分繼續在胡的繼任、同樣是改革派的趙紫陽領導下工作，其他則被調任次要職位。1989年六四事件導致趙紫阳被撤職後，剩餘的團派也大多被清洗，團派作爲黨内派系來説不復存在。

## 胡锦涛派系

### 2002年胡锦涛任總書記
2002年11月中共十六屆一中全會召開，胡錦濤接替江澤民出任中共中央總書記。胡錦濤有共青團背景，但比胡耀邦的團派成員要年輕一輩。胡的任職產生了對中共領導層中的其他共青團背景人物的興趣。胡錦濤本人是在胡耀邦任期間提拔的，因此有時也被歸入第一代團派中，但胡後來執掌大權與鄧小平、宋平等元老的賞識關聯較多，而非胡耀邦的栽培，因此第一代團派和第二代團派之間沒有直接的政治聯係。
於2006年初起，中共中央政治局常委黃菊之健康問題引起外界關注，以至同年9月24日中共上海市委書記陳良宇被捕，直至一個月後美國《紐約時報》報道全國政協主席賈慶林涉及上海社會保障基金挪用案被查，此種種突然以反貪腐為由之調查與扣查被外間認為是團派大力削弱「上海幫」勢力的行為。
据历年新闻综合，自2007年曾任共青团中央第一书记的李克强进入中央政治局常委会以来，2008年曾任共青团辽宁省委书记的骆琳出掌国家安监总局，2009年曾任共青团中央青农部和宣传部部长的韩长赋出掌农业部，2010年曾任共青团山西省委书记的支树平出掌国家质检总局，2011年曾任共青团山东省委副书记的杨传堂与曾任共青团内蒙古自治区委书记的杨晶交接国家民族事务委员会党组书记职务之后，杨传堂调任供销总社党组书记，而后旋即于2012年秋接任交通运输部部长，标志着团派已经开始大踏步进入中国权力核心。2012年11月中共十八大之后，曾供职于团中央书记处的前中共四川省委书记刘奇葆和前内蒙古自治区党委书记胡春华当选中共中央政治局委员，11月刘奇葆被任命为中共中央宣传部部长。
在2010年以来的各省市自治区的高層人物调整中，湖南省委書記和江苏省委書記分别由两省省长周强和罗志军接任，广东省委书记胡春华、贵州省委书记栗战书、安徽省委书记张宝顺、山西省委书记袁纯清、河北省委书记张庆黎、吉林省省长巴音朝鲁亦為團派之列。在1960年代出生的、并且出身自共青团领导职务体系的中共高阶官员中，胡春华和周强为职务最高者。
截至2010年的不完全统计，当时全国在职的1970年代出生的厅局级正职干部至少33人（其中时任职务非共青团职务者有13人：含共青团事务工作出身者5人（如刘剑），政府建设或经济部门出身者5人（亦含刘剑），以及当时担任官方科学教研机构负责人者4人），其中有25人都担任过共青团领导职务体系的厅局级职务。至2013年两会之前，虽然成为第一位1970年代出生的省部级副职官员者是没有共青团经历的上海市官员时光辉，但作为唯一的1970年代出生的中共十八大当选之中共中央候补委员者，是共青团北京市委员会书记出身的刘剑。至2013年3月先后在北京市的顺义区、新疆维吾尔自治区的和田地区、阿勒泰地区、哈密地区担任领导职务的刘剑，是目前中国共产党最年轻的中央候补委员。
至2013年3月為止，中國大陸31個省份中，擔任省级行政区党委書記、省级行政区政府首长的同屬共青團出身之人物已有二十五位（其中省级行政区党委書記15人，省级行政区政府首长10人）。
在经由第十二届全国人大表决通过的李克强政府的二十五位部长中，有七人曾经有担任中国共青团职官经历，分别是监察部部长黄树贤、民政部部长李立国、司法部部长吴爱英、交通运输部部长杨传堂、国土资源部部长姜大明、农业部部长韩长赋、文化部部长蔡武；而姜大明、韩长赋和蔡武三人分别是现任国务院总理李克强於1990年代任职共青团中央书记处第一书记时的团中央组织部（姜大明）、宣传部（韩长赋）、国际联络部（蔡武）的当时担任部长者。

### 2012年习近平任总书记
2012年中共十八大召开，习近平出任中共中央总书记，接替胡锦涛成为最高领导人。李源潮和汪洋在十八大未能“入常”，是团派在党中央最高层占据高位的重大挫败。五年间通过一系列反腐运动查处、降职或调离多名团派高级官员。中共中央办公厅主任令计划、国务院秘书长杨晶、甘肃省委书记王三运、云南省委书记秦光荣等被公开查处撤职。江西省委书记强卫、江苏省委书记罗志军、山西省委书记袁纯清、山西省委书记王儒林等未达标准退休年龄即被调离。共青团中央第一书记秦宜智调任国家质量监督检验检疫总局副局长。另外，沈跃跃由中组部常务副部长调任全国人大副委员长，湖南省委书记周强调任最高人民法院院长虽然级别上升为党和国家领导人，但离开了实权部门。习近平本人也在讲话中批评团派干部的工作，团中央机关被严词批评为“高位截瘫”，脱离基层、脱离青年，机关化、行政化、贵族化和娱乐化现象严重。一些共青团系出身的干部也备受“缺乏基层经验”“眼高手低”等质疑。在之后的反腐运动中秦光荣被双开并且判处有期徒刑。
2017年中共十九大产生的中共中央政治局中，习近平亲信占据主导地位。在25人的政治局中，有明显团派背景的仅剩李克强、汪洋、胡春华。本被视为第六代接班人选胡春华未能进入政治局常委会。中宣部部长刘奇葆、国家副主席李源潮两位有团派背景的十八届中央政治局委员出局。
2018年3月全国两会召开，汪洋出任仅作为参政机构的全国政协主席，主管统战工作和分管台湾事务。国家副主席李源潮未满68岁便退休。习近平的亲信刘鹤出任国务院副总理，普遍被认为将仿效朱镕基模式，主管经济、金融事务。李克强作为国务院总理的权力被限缩。胡春华接替汪洋出任副总理，主管农林、水利、商务、旅游，成为总书记接班人选的可能性大为降低。与李源潮关系密切的袁纯清提前退休，强卫和罗志军并没有得到二线副国级职务（全国人大副委员长或全国政协副主席）。团派作为党内派系从中央到地方势力大为削弱。但有观点认为，尽管共青团近几年饱受诟病，但其作为中共后备军的政治定位并未改变，这个定位决定了团派仍将是中国政坛一支重要力量。
2020年，孙金龙从新疆维吾尔自治区党委副书记调任生态环境部党组书记、副部长，并未得到重用。
2022年6月，曾任共青团中央第一书记、黑龙江省长和自然资源部部长的陆昊调任国务院发展研究中心负责人，成为继秦宜智后又一位仕途明显暗淡的前团中央第一书记。

### 2022年中共二十大后
2022年10月，胡锦涛于中共二十大闭幕式上中途被习近平指示的工作人员带离会场。1955年出生的李克强、汪洋未当选中央委员（同样1955年出生的十九届政治局常委王沪宁，政治局委员蔡奇，副国级十九届中央委员何立峰、王勇等皆得以连任中央委员）。年仅59岁的胡春华则只留任中央委员，甚至没有连任中央政治局委员。团派作为中国政坛的一个派别在二十大后淡出高层政治舞台。2023年1月17日，政協第13屆全國委員會常務委員會第25次會議通過了第十四屆全國政協委員會名單，國務院副總理胡春華、最高人民法院院長周強、兩屆全國人大副委員長沈躍躍出现在名單之列，预示着三人会在2023年3月出任没有实权的全國政協副主席。
2023年4月，罗志军在北京去世，有消息指他因罹抑郁而轻生，此前在2023年3月的两会上他刚刚卸任了第十三届全国政协农业和农村委员会主任的二线职务。
2023年6月，前团中央第一书记、时任国家质检总局正部长级副主任的秦宜智被进一步贬谪至国家民委任专职委员（国办文件显示，民委专职委员属于编制正司局级，“也可配副部级”的职务）。这一调动被视为对秦宜智本人以及团派的进一步羞辱。

### 2023年李克强逝世
由于中共中央总书记习近平在当下被指控形成空前的个人独裁体制，借反贪腐运动大量清除异己，例如当年7月和10月时任外交部长秦刚遭解职以及时任国防部长李尚福上任半年多即被解职，加上习近平任内一直打压李克强所属的团派，例如在中共二十大后将当时年仅59岁的胡春华清除出中共中央政治局。同时身為自由派和改革派的李克强不支持习近平终结改革开放的倒退政策且權力被架空，所以有阴谋论观点认为其死因和习近平有关，或者是「被心臟病」死亡。民進黨立委王定宇認為李克強之死是習近平對團派的政治清洗，更將胡錦濤二十大離場事件與李克強驟逝聯想在一起。民運人士王丹在Facebook指出，李克強之死「正常死亡的可信度，小於非正常死亡的可信度」。《日經新聞》前中國分社社長中澤克二稱得到消息：「如果習近平因為意外事件不得不提前退休，那麼李克強就會接替他的位置」；習對李始終沒有放鬆警惕。新华社前广东分社社长、退休记者顾万明在网上发公开信要求调查死亡真相，于2024年11月被上海法院以寻衅滋事罪判处1年徒刑，并被新华社剥夺退休金。

## 胡锦涛派系主要人物

### 团派核心人物
本表所说明信息，表示该官员曾有担任过共青团组织相关职务并属于团派。
| 姓名   | 现职或曾任党职                                                                                       | 现职或曾任公职                                                                  | 曾任共青团最高职位                                                                                      | 备注                                                                                           |
| ------ | --- | ------------------------------------------------------------------------------- | --- | ---------------------------------------------------------------------------------------------- |
| 胡锦涛 | 中共中央总书记 中共中央军委主席 中共中央政治局常委                                                   | 中华人民共和国主席 中华人民共和国中央军事委员会主席                             | 共青团中央书记处第一书记                                                                                | 胡耀邦、宋平举荐 2012年11月中共十八大起不再担任中共最高领导职务                                |
| 李克强 | 中共中央政治局常委 中央国家安全委员会副主席 中共国务院党组书记                                       | 中华人民共和国国务院总理 国家国防动员委员会主任                                 | 共青团中央书记处第一书记                                                                                | 胡锦涛举荐                                                                                     |
| 汪洋   | 中共中央政治局常委 中共广东省委书记 中共重庆市委书记                                                 | 全国政协主席 中华人民共和国国务院副总理                                         | 共青团安徽省委副书记                                                                                    |                                                                                                |
| 李源潮 | 中共中央政治局委员 中共中央书记处书记 中共中央组织部部长                                             | 中华人民共和国副主席                                                            | 共青团中央书记处书记 共青团上海市委书记                                                                 | 父亲李干成曾任中共上海市委常委、上海市人民委员会副市长                                         |
| 胡春华 | 中共中央政治局委员 中共广东省委书记 中共内蒙古自治区党委书记                                         | 全国政协副主席 中华人民共和国国务院副总理 内蒙古自治区人大常委会主任 河北省省长 | 共青团中央书记处第一书记                                                                                | 胡锦涛举荐 曾为总书记、国家主席、中央军委主席接班人                                            |
| 令计划 | 中共中央统战部部长 中共中央书记处书记 中共中央办公厅主任                                             | 全国政协副主席                                                                  | 共青团中央宣传部部长 共青团中央刊物《中国共青团》主编 共青团中央办公厅副主任 共青团中央书记处办公室主任 | 胡锦涛幕僚 2012年11月卸任中共中央书记处书记，2014年12月22日落马，2015年7月20日被开除党籍和公职 |
| 刘延东 | 中共中央政治局委员 中共中央统战部部长                                                                | 中华人民共和国国务院副总理 国务委员 全国政协副主席                              | 共青团中央书记处书记                                                                                    | 父亲刘瑞龙曾任中华人民共和国农业部副部长                                                       |
| 沈跃跃 | 中共中央组织部常务副部长                                                                             | 全国政协副主席 全国人大常委会副委员长 全国妇联主席                              | 共青团浙江省委书记                                                                                      |                                                                                                |
| 刘奇葆 | 中共中央政治局委员 中共中央书记处书记 中共中央宣传部部长 中共四川省委书记 中共广西壮族自治区党委书记 | 全国政协副主席 四川省人大常委会主任 广西壮族自治区人大常委会主任 国务院副秘书长 | 共青团中央书记处书记 共青团安徽省委书记                                                                 |                                                                                                |
| 张庆黎 | 中共河北省委书记 中共西藏自治区党委书记                                                              | 全国政协副主席 河北省人大常委会主任 新疆生产建设兵团司令员                      | 共青团中央工农青年部副部长                                                                              |                                                                                                |
| 周强   | 中共湖南省委书记                                                                                     | 全国政协副主席 中华人民共和国最高人民法院院长 湖南省人大常委会主任 湖南省省长   | 共青团中央书记处第一书记                                                                                |                                                                                                |
| 王三运 | 中共甘肃省委书记                                                                                     | 甘肃省人大常委会主任 安徽省省长                                                 | 共青团贵州省委书记                                                                                      | 2017年7月11日落马，同年9月22日被开除党籍和公职                                                 |
| 张宝顺 | 中共安徽省委书记 中共山西省委书记                                                                    | 安徽省人大常委会主任 山西省人大常委会主任 山西省省长                            | 共青团中央书记处书记                                                                                    |                                                                                                |
| 袁纯清 | 中央农村工作领导小组副组长 中共山西省委书记                                                          | 山西省人大常委会主任 陕西省省长                                                 | 共青团中央书记处书记 共青团中央机关党委书记                                                             |                                                                                                |

## 其他主要党团系统官员

### 曾任共青团要职的副省部级以上高官
本表所说明信息，仅表示该官员曾有担任过共青团组织相关职务，并不一定表示该官员属于团派。
| 姓名        | 现职或曾任重要党职                                                                                                  | 现职或曾任重要公职 | 曾任共青团最高职位                                          | 备注                                                                               |
| ----------- | --- | --- | ----------------------------------------------------------- | ---------------------------------------------------------------------------------- |
| 胡耀邦      | 中共中央主席 中共中央总书记 中共中央政治局常委 中共中央纪律检查委员会第三书记 中共中央宣传部部长 中共中央组织部部长 | | 共青团中央书记处第一书记                                    | 平反冤假错案和真理标准大讨论的具体执行者；民众对其去世的纪念运动最终发展为六四运动 |
| 胡启立      | 中共中央政治局常委 中共中央书记处书记                                                                               | 全国政协副主席 | 共青团中央书记处书记                                        | 胡耀邦举荐；六四运动中因支持赵紫阳而被免职                                         |
| 刘云山      | 中共中央政治局常委 中共中央书记处书记 中共中央宣传部部长 中央文明办主任                                             | | 共青团内蒙古自治区委副书记                                  |                                                                                    |
| 王兆国      | 中共中央政治局委员 中共中央书记处书记 中共中央办公厅主任 中共中央统战部部长                                         | 全国人大常委会副委员长 全国政协副主席 福建省省长                                                                           | 共青团中央书记处第一书记                                    |                                                                                    |
| 王乐泉      | 中共中央政治局委员 中共新疆维吾尔自治区党委书记 中共中央政法委副书记                                                | 新疆生产建设兵团第一政委                                                                                                   | 共青团山东省委副书记                                        |                                                                                    |
| 栗战书      | 中共中央政治局常委 中共中央书记处书记 中共中央办公厅主任 中共贵州省委书记                                           | 全国人大常委会委员长 贵州省人大常委会主任 黑龙江省省长                                                                     | 共青团河北省委书记                                          |                                                                                    |
| 韩正        | 中共中央政治局常委 中共上海市委书记                                                                                 | 中华人民共和国副主席 中华人民共和国国务院副总理 上海市市长                                                                 | 共青团上海市委书记                                          |                                                                                    |
| 孙春兰      | 中共中央政治局委员 中共中央统战部部长 中共天津市委书记 中共福建省委书记                                             | 中华人民共和国国务院副总理 福建省人大常委会主任                                                                            | 共青团鞍山市一轻局团委书记                                  |                                                                                    |
| 杜青林      | 中共中央书记处书记 中共中央统战部部长 中共四川省委书记 中共海南省委书记                                             | 全国政协副主席 中华人民共和国农业部部长 四川省人大常委会主任 海南省人大常委会主任                                          | 共青团吉林省委书记                                          |                                                                                    |
| 杨晶        | 中共中央书记处书记 中共中央国家机关工委书记                                                                         | 国务委员兼国务院秘书长 国家民族事务委员会主任 内蒙古自治区政府主席                                                         | 共青团内蒙古自治区委书记                                    | 2018年2月被给予留党察看一年，行政撤职处分，免去领导职务，降为正部长级              |
| 吉炳轩      | 中共黑龙江省委书记                                                                                                  | 全国人大常委会副委员长 黑龙江省人大常委会主任                                                                              | 共青团河南省委书记                                          |                                                                                    |
| 李海峰      | | 全国政协副主席 国务院侨务办公室主任                                                                                        | 共青团中央书记处书记                                        |                                                                                    |
| 贾春旺      | | 中华人民共和国最高人民检察院检察长 中华人民共和国公安部部长 中国人民武装警察部队第一政委 中华人民共和国国家安全部部长      | 共青团北京市委书记                                          |                                                                                    |
| 钱运录      | 中共黑龙江省委书记 中共贵州省委书记                                                                                 | 全国政协副主席 黑龙江省人大常委会主任 贵州省人大常委会主任 贵州省省长                                                      | 共青团湖北省委书记                                          |                                                                                    |
| 孙家正      | | 全国政协副主席 中华人民共和国文化部部长 中华人民共和国广电部部长                                                           | 共青团江苏省委书记                                          |                                                                                    |
| 强卫        | 中共江西省委书记 中共青海省委书记                                                                                   | 江西省人大常委会主任 青海省人大常委会主任                                                                                  | 共青团北京市委书记                                          |                                                                                    |
| 罗志军      | 中共江苏省委书记 | 江苏省人大常委会主任 江苏省省长                                                                                            | 共青团中央实业发展部部长                                    | 2023年4月1日逝世                                                                   |
| 罗保铭      | 中共海南省委书记 | 海南省人大常委会主任 海南省省长                                                                                            | 共青团天津市委书记                                          |                                                                                    |
| 秦光荣      | 中共云南省委书记 | 云南省人大常委会主任 云南省省长                                                                                            | 共青团湖南省委副书记                                        | 2019年5月9日投案自首，同年9月26日被开除党籍                                        |
| 赵克志      | 中共河北省委书记 中共贵州省委书记                                                                                   | 国务委员兼公安部部长 河北省人大常委会主任 贵州省人大常委会主任 贵州省省长                                                  | 共青团山东省莱西市委书记                                    |                                                                                    |
| 王东明      | 中共四川省委书记 | 全国人大常委会副委员长 中华全国总工会主席 四川省人大常委会主任                                                             | 共青团辽宁省锦州市委书记                                    |                                                                                    |
| 王儒林      | 中共山西省委书记 中共吉林省委书记                                                                                   | 山西省人大常委会主任 吉林省人大常委会主任 吉林省省长                                                                       | 共青团吉林省委书记                                          |                                                                                    |
| 夏宝龙      | 中共中央港澳工作办公室主任 中共浙江省委书记                                                                         | 全国政协副主席兼秘书长 浙江省人大常委会主任 浙江省省长                                                                     | 共青团天津市河西区委书记                                    |                                                                                    |
| 赵正永      | 中共陕西省委书记 | 陕西省人大常委会主任 陕西省省长                                                                                            | 共青团安徽省马鞍山市委书记                                  | 2019年1月15日落马，2020年1月4日被开除党籍                                          |
| 巴音朝鲁    | 中共吉林省委书记 | 全国人大民族委员会主任委员 吉林省人大常委会主任 吉林省省长                                                                 | 共青团中央书记处书记 共青团内蒙古自治区委书记               |                                                                                    |
| 朱小丹      | | 广东省省长 | 共青团广州市委书记                                          |                                                                                    |
| 陆昊        | | 国务院发展研究中心主任 中华人民共和国自然资源部部长 黑龙江省省长                                                           | 共青团中央书记处第一书记                                    |                                                                                    |
| 楼阳生      | 中共河南省委书记 中共山西省委书记                                                                                   | 河南省人大常委会主任 山西省人大常委会主任 山西省省长                                                                       | 共青团浙江省委书记                                          |                                                                                    |
| 杜家毫      | 中共湖南省委书记 | 全国人大农业与农村委员会主任委员 湖南省人大常委会主任 湖南省省长                                                           | 共青团上海市农场局委员会书记 共青团中央团校第20期培训班学员 |                                                                                    |
| 巴特尔      | | 全国政协副主席 国家民族事务委员会主任 内蒙古自治区人民政府主席                                                             | 共青团内蒙古自治区委书记                                    |                                                                                    |
| 孙金龙      | 中共生态环境部党组书记 中共新疆维吾尔自治区党委副书记 中共新疆生产建设兵团党委书记                                  | 新疆生产建设兵团政委（正部长级）                                                                                           | 共青团中央书记处常务书记 全国青联主席                       |                                                                                    |
| 洛桑江村    | | 全国人大常委会副委员长 西藏自治区人大常委会主任 西藏自治区人民政府主席                                                     | 共青团西藏自治区委书记                                      |                                                                                    |
| 刘慧        | | 国家民族事务委员会副主任（正部长级） 宁夏回族自治区人民政府主席                                                            | 共青团宁夏回族自治区委书记                                  |                                                                                    |
| 孟学农      | 中共中央直属机关工委常务副书记                                                                                      | 全国政协社会和法制委员会主任委员 山西省省长 北京市市长                                                                     | 共青团北京市委副书记                                        |                                                                                    |
| 张毅        | 中共宁夏回族自治区党委书记 中共中央纪律检查委员会副书记                                                             | 国务院国有资产监督管理委员会主任 宁夏回族自治区人大常委会主任                                                              | 共青团黑龙江省大兴安岭地委书记                              |                                                                                    |
| 努尔·白克力 | | 国家发展和改革委员会副主任 国家能源局局长（正部长级） 新疆维吾尔自治区人民政府主席                                         | 共青团新疆大学委员会书记                                    | 2018年9月21日落马，2019年3月16日被开除党籍                                         |
| 黄树贤      | 中共中央纪律检查委员会副书记                                                                                        | 中华人民共和国民政部部长 中华人民共和国监察部部长                                                                          | 共青团江苏省委书记                                          |                                                                                    |
| 李立国      | | 中华人民共和国民政部部长                                                                                                   | 共青团辽宁省委副书记                                        | 2017年1月9日宣布落马，2017年2月8日被处以留党察看二年处分                           |
| 吴爱英      | | 中华人民共和国司法部部长 山东省政协主席                                                                                    | 共青团山东省委副书记                                        | 2017年6月3日落马，2017年10月14日被开除党籍                                         |
| 杨传堂      | 中共交通运输部党组书记 中共国家民族事务委员会党组书记 中共西藏自治区党委书记                                        | 全国政协副主席 中华人民共和国交通运输部部长 中华全国供销合作总社理事会主任 国家民族事务委员会副主任（正部长级） 青海省省长 | 共青团山东省委书记                                          |                                                                                    |
| 姜大明      | | 中华人民共和国国土资源部部长 山东省省长                                                                                    | 共青团中央书记处书记                                        |                                                                                    |
| 韩长赋      | | 中华人民共和国农业农村部部长 吉林省省长                                                                                    | 共青团中央宣传部部长 共青团中央青农部部长                   |                                                                                    |
| 蔡武        | 中共中央宣传部副部长 中共中央对外宣传办公室主任                                                                     | 中华人民共和国文化部部长 国务院新闻办公室主任                                                                              | 共青团中央国际联络部部长                                    |                                                                                    |
| 陈政高      | | 中华人民共和国住房和城乡建设部部长 辽宁省省长                                                                              | 共青团大连市委副书记                                        |                                                                                    |
| 支树平      | | 国家质量监督检验检疫总局局长                                                                                               | 共青团山西省委书记                                          |                                                                                    |
| 刘鹏        | | 国家体育总局局长 | 共青团中央书记处书记                                        |                                                                                    |
| 李刚        | 中共中央澳门工委书记                                                                                                | 国务院侨务办公室副主任（正部长级） 澳门中联办主任                                                                          | 共青团中央国际联络部部长                                    | 2017年10月9日被处以留党察看一年处分                                                |
| 柳斌杰      | | 全国人大教育科学文化卫生委员会主任委员 中华人民共和国新闻出版总署署长                                                      | 共青团中央宣传部部长                                        |                                                                                    |
| 赵一德      | 中共陕西省委书记 | 陕西省人大常委会主任 陕西省省长                                                                                            | 共青团浙江省委书记                                          |                                                                                    |
| 吉林        | 中共中央社会主义学院党组书记                                                                                        | 中央社会主义学院第一副院长（正部长级） 北京市政协主席                                                                      | 共青团北京市委书记                                          |                                                                                    |
| 刘伟        | | 河南省政协主席 山东省政协主席                                                                                              | 共青团安徽省委书记                                          |                                                                                    |
| 陈训秋      | 中央综治办主任 | | 共青团湖北省委书记                                          |                                                                                    |
| 张纪南      | 中央机构编制委员会办公室主任                                                                                        | 中华人民共和国人力资源和社会保障部部长                                                                                     | 共青团天津市委副书记                                        |                                                                                    |
| 宋秀岩      | 中共全国妇联党组书记                                                                                                | 全国妇联副主席、书记处第一书记 青海省省长                                                                                  | 共青团青海省委书记                                          |                                                                                    |
| 李冰        | 中国作家协会党组书记                                                                                                | 中国作家协会副主席 | 共青团中央青工部部长 共青团中央工农青年部部长               |                                                                                    |
| 秦宜智      | | 国家民族事务委员会专职委员（正部长级） 国家市场监督管理总局副局长（正部长级） 国家质量监督检验检疫总局副局长（正部长级）   | 共青团中央书记处第一书记                                    |                                                                                    |
| 贺军科      | 中共中国科学技术协会党组书记                                                                                        | 中国科学技术协会副主席、书记处第一书记                                                                                     | 共青团中央书记处第一书记                                    |                                                                                    |

## 外部連結
- 《省市黨委換屆　團派連下一城[永久]》、《共青團出身 中共後備隊[永久]》2006年10月28日香港蘋果日報A29版；《十七大前硬憾上海幫鞏固勢力》同報A1版
- 《China Corruption Inquiry Targets Beijing （页面存档备份，存于）》2006年10月29日紐約時報